# Petroica multicolor
Petroica multicolor е вид птица от семейство Petroicidae.

## Разпространение
Видът е разпространен в Австралия, Вануату, Норфолк, Папуа Нова Гвинея, Самоа, Соломоновите острови и Фиджи.